# Killing Me Softly with His Song
Killing Me Softly with His Song è una canzone composta da Charles Fox e Norman Gimbel e portata al successo da Roberta Flack nel 1973. Da allora è stata oggetto di numerose cover, la più nota delle quali è quella dei Fugees del 1996.

## Storia
Il testo del brano fu ispirato da una frase, "…matarnos dulcemente a fuerza de blues" ("ucciderci dolcemente a forza di blues"), contenuta nel secondo capitolo del romanzo Il gioco del mondo (Rayuela) dello scrittore argentino Julio Cortázar, e da uno scritto in cui la cantante Lori Lieberman raccontava l'esperienza interiore vissuta mentre assisteva all'esibizione dal vivo di Don McLean con la canzone Empty Chairs.
Lori Lieberman fu la prima a registrare la canzone di Fox e Gimbel, nel 1971, ma fu Roberta Flack a portarla al successo nel 1973, fino a raggiungere il numero uno nella Billboard Hot 100 per cinque settimane, il numero 1 nella classifica delle vendite in Canada, il numero 4 nei Paesi Bassi ed in Norvegia, il numero 6 nel Regno Unito e a vincere il Grammy Award alla miglior interpretazione vocale femminile pop e, nel 1999, il Grammy Hall of Fame Award.
Il gruppo Fugees lanciò una cover in versione hip hop nel 1996, cantata da Lauryn Hill. La loro versione guadagnò la seconda posizione nella Billboard Hot 100 e nella U.S. airplay chart ed ebbe un successo simile nel Regno Unito, raggiungendo la prima posizione in classifica per cinque settimane. In Italia raggiunse il sesto posto della hit-parade dei singoli ed il decimo per quanto riguarda gli album. Spinta dal successo della versione dei Fugees, quella originaria di Flack fu remixata nel 1996.
Nel 1996 fu prodotta anche una versione dance, che rappresentò il singolo di debutto della cantante di origini brasiliane Regina, prodotta da Max Moroldo, per la Do it Yourself. La canzone raggiunse la vetta delle classifiche ed in Italia restò in classifica per 14 settimane.
Sempre nello stesso anno fu prodotta un'altra versione dance, house e trance della canzone ad opera del gruppo Sangwara, composto da Gabry Ponte e Domenico Capuano. Il progetto, nato all'interno della casa discografica torinese Bliss Corporation di Massimo Gabutti e Luciano Zucchet, vede l'interpretazione della canzone ad opera di Viviana Presutti (Vivian B.), in quegli anni cantante dei Da Blitz e di numerosi progetti all'interno della stessa casa discografica.
Nel 2000 la cantante indiana Usha Uthup registrò una cover di questa canzone, inclusa nell'album "Down Memory Lane", e nel 2013 Rebecca Kingsley feat. Wyclef Jean inserisce la cover del brano nel suo album Untouched (Rebecca Kingsley).
L'hanno interpretata Frank Sinatra, Anne Murray, Tori Amos, Amii Stewart, Eva Cassidy, Perry Como, Aretha Franklin, Luther Vandross, Toni Braxton, Alicia Keys, Al B. Sure!, John Holt, Shirley Bassey, Mina, Marcella Bella, Michael Jackson, Omara Portuondo, Laura Branigan, Donna Summer, Dee Dee Bridgewater, Mario Biondi, Carole King, Susan Boyle, Rhythm Affect nell'album Memories of Legends: Greatest Love Songs del 2011.
La canzone è nel film About a Boy del 2002.

## Cover in altre lingue
| Nazione        | Artista | Titolo                           | Titolo tradotto                              | Testi di       | Note           |
| -------------- | --- | -------------------------------- | -------------------------------------------- | -------------- | -------------- |
| Svezia         | Lill Lindfors (1973), Lotta Engberg (1997)                                                                        | Sången han sjöng var min egen    | La canzone che ha cantato è la mia preferita |                |                |
| Italia         | Marcella Bella (1973), Lara Saint Paul (1973), Ornella Vanoni (1973), Jimmy Fontana (1973), Amaury Vassili (2009) | Mi fa morire cantando            |                                              |                |                |
| Italia         | Mina (1985) | Killing me softly with this song |                                              |                |                |
| Italia         | Leone Di Lernia (1996)                                                                                            | Chill ca soffr                   | Quelli che soffrono                          |                | Parodia comica |
| Norvegia       | Inger Lise Rypdal                                                                                                 | Sangen han sang var min egen     | La canzone che ha cantato è la mia preferita |                |                |
| Danimarca      | Sanne Salomonsen                                                                                                  | Søgte mit indre                  | Ho trovato la mia intimità                   |                |                |
| Danimarca      | Shu-Bi-Dua | Kylling med Soft Ice             | Pollo con gelato                             |                | Parodia comica |
| Brasile        | Joanna (1991) | Morrendo de amor                 | Morendo d'amore                              |                |                |
| Messico        | PanCover fatto da Frank Sinatradora                                                                               | Mátame muy suavemente            | Uccidimi dolcemente                          |                |                |
| Giappone       | Mariko Takahashi                                                                                                  |                                  |                                              |                |                |
| Cecoslovacchia | Helena Vondráčková (1974)                                                                                         | Dvě malá křídla tu nejsou        | Due piccole ali non sono qui                 | Zdeněk Borovec |                |
| Cuba           | Omara Portuondo                                                                                                   | Killing me softly                | Mi uccide dolcemente                         |                |                |

## Versione dei Fugees
Killing Me Softly è la cover di Killing Me Softly with His Song, interpretata in chiave hip hop dai Fugees ed inserita nel loro secondo album The Score del 1996. Il singolo dei Fugees ottenne un successo clamoroso con i migliori piazzamenti in classifica mai ottenuti dalla canzone nelle sue varie interpretazioni. Il brano contribuì non solo a lanciare definitivamente la carriera del trio statunitense, ma segnò anche i canoni di quella che sarebbe stata la musica hip hop seguente.

### Tracce
CD-Single Columbia 663146 1 (Sony)
1. Killing Me Softly (Lp Version w/out Intro) – 4:50
2. Cowboys (Lp Version) – 4:46

CD-Maxi Columbia 663146 2 (Sony) / EAN 5099766314624
1. Killing Me Softly (Lp Version w/out Intro) – 4:50
2. Killing Me Softly (Lp Version Instrumental) – 4:04
3. Cowboys (Lp Version) – 4:46
4. Fugees (Tranzlator Crew - Nappy Heads Remix) – 5:21

CD TWO - CD-Maxi Ruffhouse / Columbia 663343 5 (Sony) / EAN 5099766334356
1. Killing Me Softly (Lp Version with Intro)
2. Fu-Gee-La (Refugee Camp Global Mix)
3. Fugees (Tranzlator Crew - Vocab Refugees Hip Hop Mix)
4. Fugees (Tranzlator Crew - Vocab Salaam's Acoustic Remix)

### Classifiche
| Classifica (1996) | Posizioni più alte |
| ----------------- | ------------------ |
| Svizzera          | 1                  |
| Austria           | 1                  |
| Francia           | 1                  |
| Paesi Bassi       | 1                  |
| Belgio            | 1                  |
| Italia            | 1                  |
| Svezia            | 1                  |
| Finlandia         | 1                  |
| Norvegia          | 1                  |
| Australia         | 1                  |
| Nuova Zelanda     | 1                  |
| Regno Unito       | 1                  |